# Achille Lauro
Achille Lauro (ur. 16 czerwca 1887 w Piano di Sorrento, zm. 15 listopada 1982 w Neapolu) – włoski przedsiębiorca i polityk Partito Nazionale Monarchico, właściciel LauroLine, w którego flocie był m.in. MS Achille Lauro, liniowiec, który w roku 1985 został porwany przez terrorystów z proirackiego skrzydła Frontu Wyzwolenia Palestyny.